# チャールズ・ウィマー

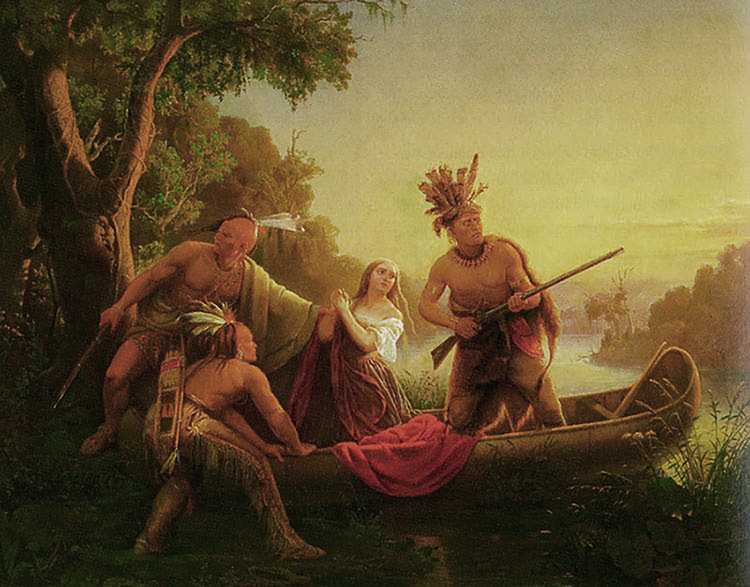
チャールズ・ウィマー作「インディアンによるダニエル・ブーンの娘の誘拐」(1853)、ミルドレッド・レーン・ケンパー美術館

チャールズ・ウィマー（Charles Wimar 、出生時のドイツ語名:Karl Ferdinand Weimer、1828年2月20日 - 1862年11月28日）は、ドイツ生まれで、アメリカ合衆国に移住した画家である。アメリカ西部の先住民を題材の絵画を描いた先駆けとされる画家である。

## 略歴
現在のドイツ、ノルトライン＝ヴェストファーレン州のジークブルクに生まれた。ドイツでの名前はカール・フェルディナント・ヴァイマー（Karl Ferdinand Weimer）であった。15歳であった1843年に家族とアメリカに移住し、当時アメリカ西部への出口となっていたミズーリ州のセントルイスに住んだ。住宅や船舶の塗装職人のもとで徒弟として働いた後、1846年から1850年までフランス出身のセントルイスの画家レオン・ポマレード（Leon Pomarede: 1806/1807-1892）に絵を学び、ポマレードとミズリー川沿岸を旅した。1850年にセントルイスにスタジオを開いた。
遺産を相続して1852年にデュッセルドルフに美術の修行にでて、ジョゼフ・フェイ（Joseph Fay: 1812-1875）や、ドイツで活躍したアメリカ人画家のエマヌエル・ロイツェ(1816-1868)に学んだ。
デュッセルドルフで、アメリカ開拓民とインディアンの争いを題材にした絵を含む23枚の絵を描き、ヴッパータールやハノーファー、ケルンやセントルイスで展示会を開き、好評を得た。できるだけ正確に先住民の姿を描くために家族に先住民の衣服や道具をミズーリから送ってもらったとされる。1853年に代表作の一つとされる「インディアンによるダニエル・ブーンの娘の誘拐」を描いた。この作品は有名な開拓者のダニエル・ブーン（1734-1820）の1776年のエピソードを描き、1855年にも同じ題材を描いた。
風景画家のオスヴァルト・アッヒェンバッハ（1827-1905）のスタジオでも活動し、ワージントン・ウィットレッジ（Thomas Worthington Whittredge、1820年5月22日 - 1910年やヘンリー・ルイス（Henry Lewis: 1819–1904) といった画家たちと活動した。デュッセルドルフの芸術協会「マルカステン」の会員にもなった。
1856年にセントルイスに戻った。1858年と1859年の2回、ミズーリ川、ミシシッピ川、イエローストーン川の沿岸を写生旅行をし、アメリカ西部の入植者や先住民の様子を絵画に描いた。
1860年代初めにセントルイスの旧裁判所(Old Courthouse)の壁画の制作を依頼され、作品を完成した直後の1862年に結核で亡くなった。
ウィマーの先住民を描いた作品はフレデリック・レミントン（1861-1909）やチャールズ・シュレイフォーゲル（Charles Schreyvogel: 1861-1912）といった画家に影響を与えたとされる。

## 作品

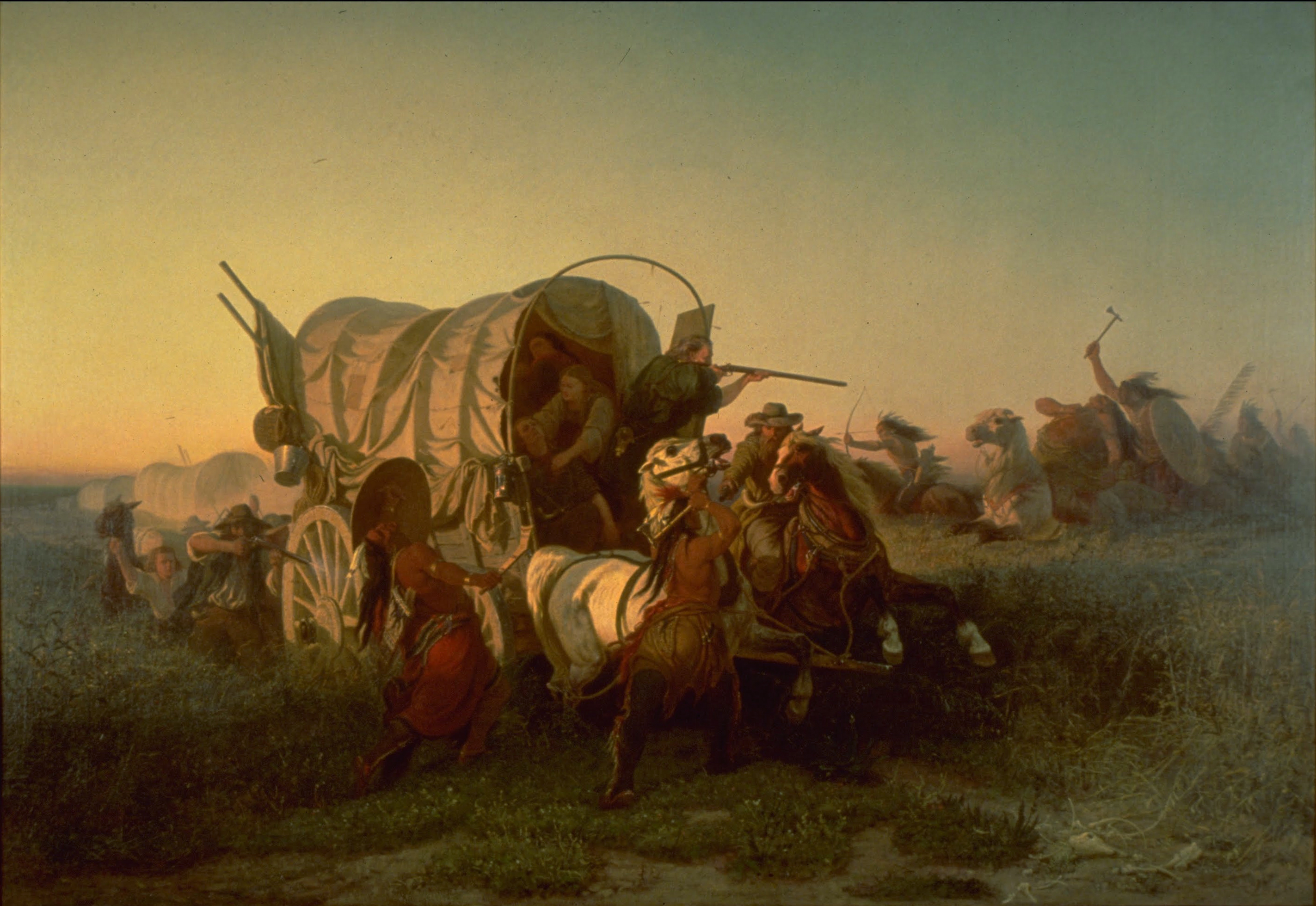
開拓民の馬車を攻撃 (1856) University of Michigan Museum of Art
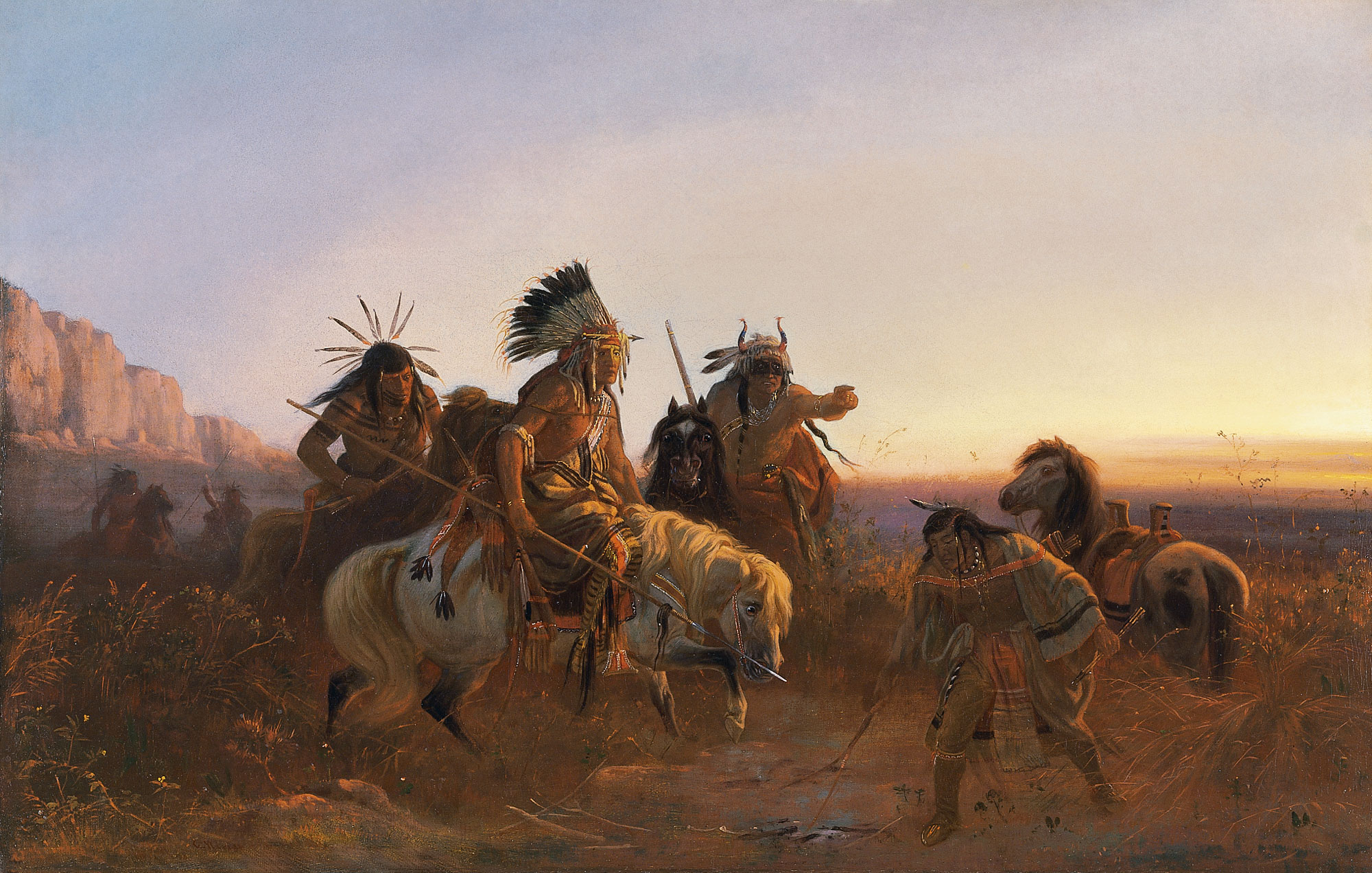
"The lost trail" (c.1856) ティッセン＝ボルネミッサ美術館
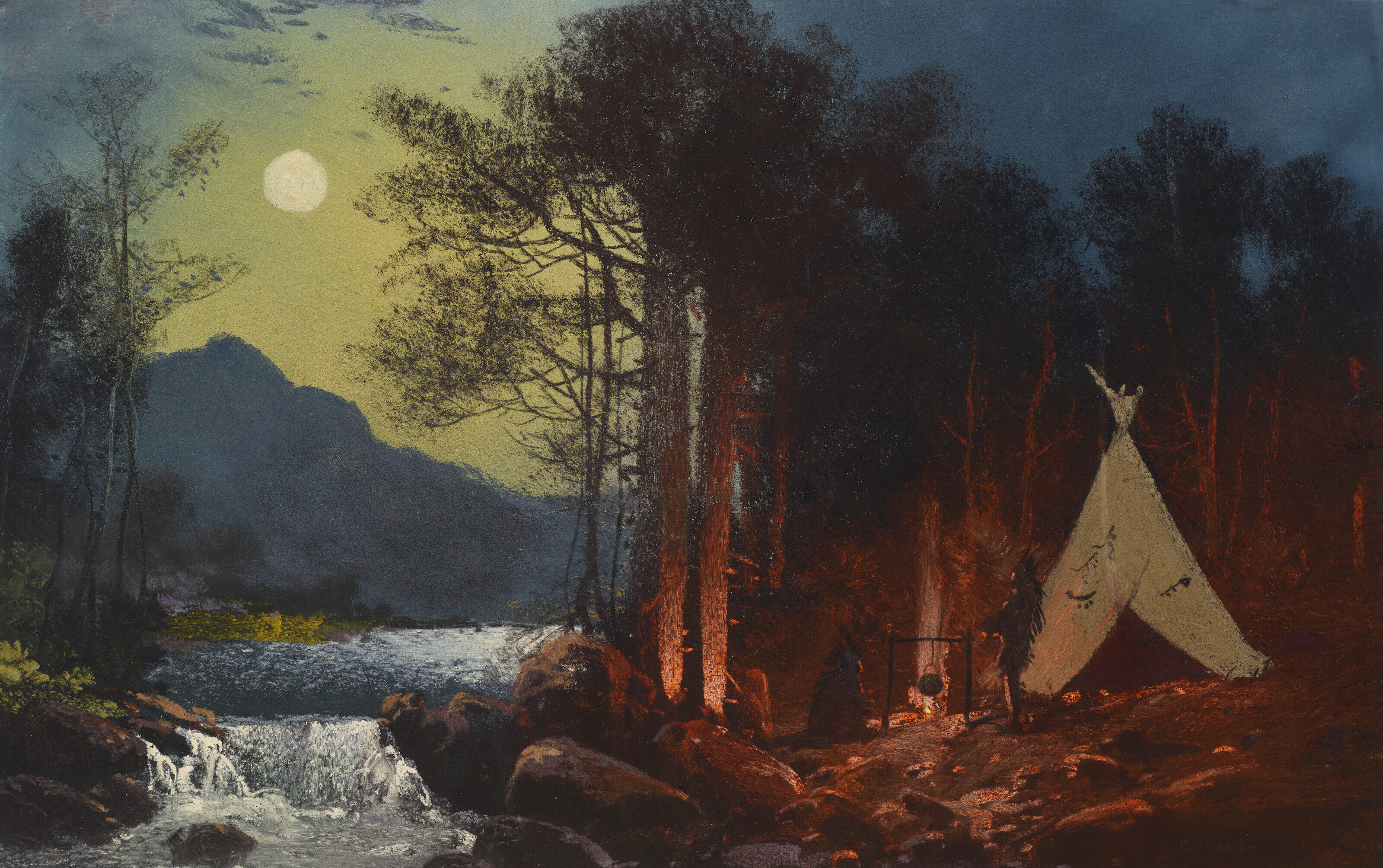
月明りの野営地
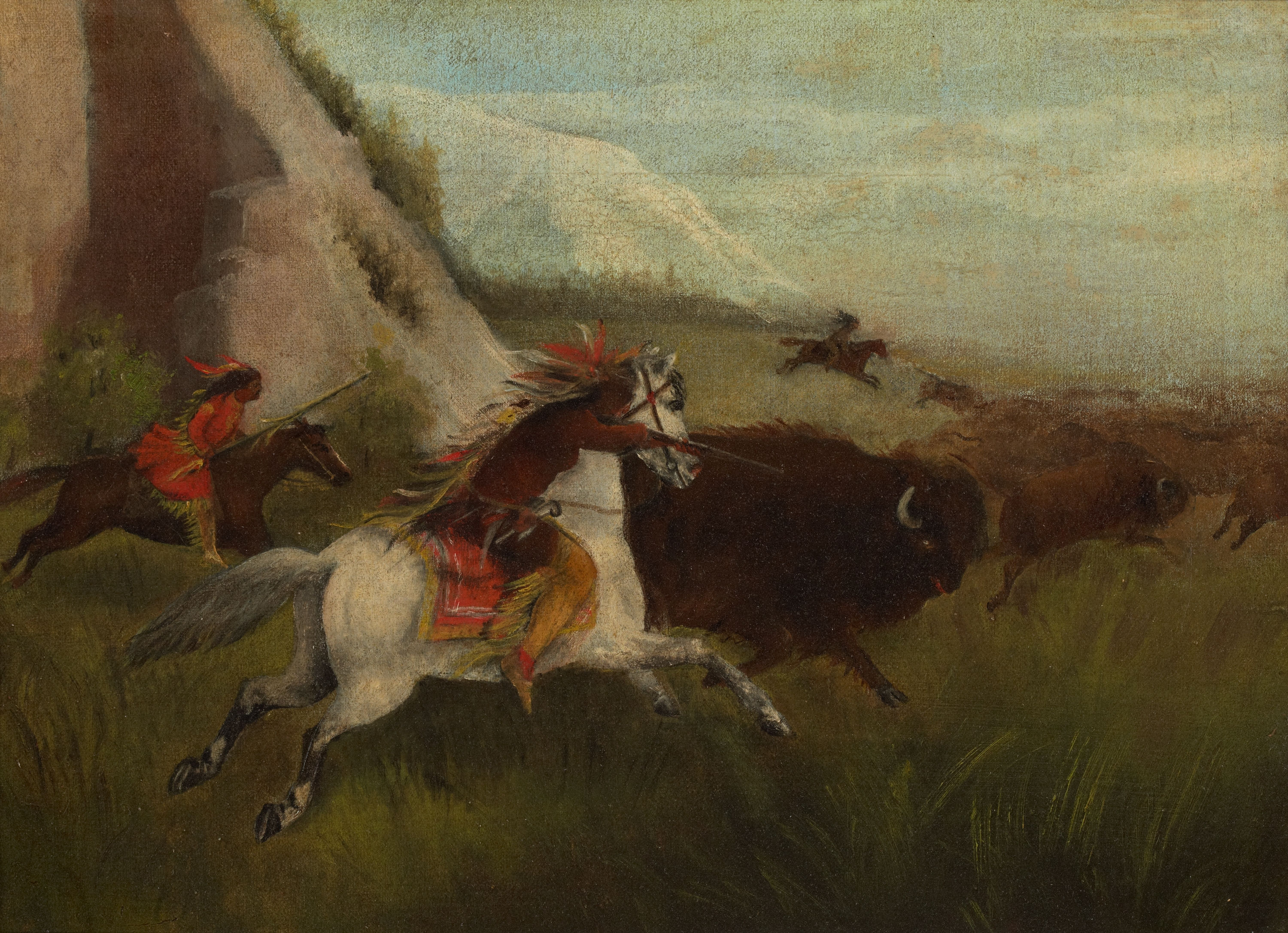
バッファロー狩り